# Tituly a vyznamenání Kim Čong-ila
Kim Čong-il obdržel severokorejská vyznamenání v počtu 22 řádů a 9 medailí. Od cizích států a mezinárodních organizací získal 39 řádů, 141 medailí a 201 čestných titulů.

## Vyznamenání

### Severokorejská vyznamenání
- Hrdina Severní Koreje – únor 1975, 15. února 1982, 1992 a prosinec 2011[2][3][4]
- Řád Kim Ir-sena – 3. dubna 1979, 7. dubna 1982, 7. dubna 1992 a 29. března 2012[5]
- Řád národního praporu I. třídy – 1982[6]
- Řád národního praporu II. třídy[4]
- Řád svobody a nezávislosti I. třídy[4]
- Řád svobody a nezávislosti II. třídy – 60. léta 20. století[4]
- Řád vojákovy cti[7]
- Řád práce – udělen třikrát[4]
- Pamětní řád založení Korejské lidově demokratické republiky – udělen dvakrát[4]
- Pamětní řád 50. výročí založení Korejské lidově demokratické republiky[7]
- Pamětní řád 60. výročí založení Korejské lidově demokratické republiky[7]
- Pamětní řád Založení lidové armády[7]
- Řád 30. výročí zveřejnění vyhlášky o práci na venkově[7]
- Pamětní řád 60. výročí lidové armády[4]
- Pamětní řád 40. výročí vítězství ve Vlastenecké osvobozenecké válce[4]
- Řád rudého praporu tří velkých revolucí[4]
- Pamětní řád výstavby hlavního města[4]
- Pamětní medaile založení Korejské lidově demokratické republiky[7]
- Pamětní medaile 60.  výročí založení Korejské lidově demokratické republiky[7]
- Pamětní medaile osvobození vlasti[4]
- Medaile za zasloužilou práci – udělen dvakrát[4]
- Pamětní medaile výstavy elektrárny v Diamantových horách[4]
- Pamětní medaile výstavby dálnice Pchjongjang-Nampcho[7]
- Pamětní medaile 60. výročí lidové armády[4]
- Pamětní medaile výstavby elektrárny v Huičchonu[4]
- Pamětní řád 60. výročí vítězství ve Vlastenecké osvobozenecké válce – in memoriam[8]

### Zahraniční vyznamenání
- Egypt
  -  řetěz Řádu republiky – duben 1983[9][10]
  -  řetěz Řádu Nilu[11]
- Etiopie
  -  Řád velké hvězdy cti socialistické Etiopie[12]
- Finsko
  - Pamětní medaile 80. výročí nezávislosti[13]
- Guinea
  -  velkokříž Národního řádu za zásluhy – duben 2005[14]
- Guyana
  -  Řád Roraimy[15]
- Kambodža
  -  velkokříž Královského řádu Kambodže – červenec 2004[16]
  -  řetěz Národního řádu nezávislosti – červenec 2004[11]
- Kolumbie
  -  Řád demokracie – 12. ledna 1995[17]
- Kuba
  -  Řád solidarity – 31. ledna 1992[12]
- Laos
  -  Řád Kiyatikun – duben 1992[13]
- Libye
  - Řád světového přátelství – únor 2002[13]
- Mali
  -  velkokříž Národního řádu Mali – 17. prosince 1992[12]
- Mongolsko
  -  Zlatá hvězda Řádu míru – únor 2002[13]
- Namibie
  - Medaile Ongulumbashe – 11. září 1992[12]
  -  Řád welwitschie podivné – srpen 2002[18]
  -  Řád slunce – březen 2008[19]
- Niger
  -  velkokříž Národního řádu Nigeru – 20. září 1986[12]
- Palestina
  - Svatá legie Jeruzaléma – červenec 1993[11][10]
- Rovníková Guinea
  -  velkokříž Řádu nezávislosti – 13. dubna 1992[12]
- Rusko
  -  Jubilejní medaile 50. výročí vítězství ve Velké vlastenecké válce 1941–1945 – 5. května 1995[9]
  -  Jubilejní medaile 60. výročí vítězství ve Velké vlastenecké válce 1941–1945 – 10. března 2005 – udělil prezident Vladimir Putin[20]
  -  Jubilejní medaile 65. výročí vítězství ve Velké vlastenecké válce 1941–1945 – květen 2010[21]
  -  Medaile Žukova[9]
- Rwanda
  -  velkokříž Národního řádu tisíce kopců – květen 1983[22]
- Senegal
  -  velkokříž Národního řádu lva – červen 2011[23]
- Sovětský svaz
  -  Jubilejní medaile 40. výročí vítězství ve Velké vlastenecké válce 1941–1945 – květen 1985[10]
- Středoafrická republika
  -  velkokříž Řádu za zásluhy – červenec 1983[24]
- Zair
  -  Národní řád leoparda[25]